# Homalanthus trivalvis
Homalanthus trivalvis är en törelväxtart som beskrevs av Airy Shaw. Homalanthus trivalvis ingår i släktet Homalanthus och familjen törelväxter. Inga underarter finns listade i Catalogue of Life.